# Schreiber-Verlag

Historische und aktuelle Modellbaubögen

Der J. F. Schreiber Verlag wurde 1831 von Jakob Ferdinand Schreiber in Esslingen am Neckar gegründet. Nach Schreibers Tod im Jahre 1868 führte sein Sohn Ferdinand Schreiber den Verlag fort, dem sich später dessen Bruder Max Schreiber als Teilhaber anschloss. 
Anfangs bestand das Verlagsprogramm aus farbigen Kunstblättern und Landschaftsbildern. Erfolgreich wurde der Verlag jedoch vor allem durch farbig illustrierte Kinder- und Naturbücher, Bilder- und Bastelbogen. Diese errangen bald den Ruf, „pädagogisch besonders wertvoll“ zu sein, da sie naturkundliche und technische Informationen kindgerecht darstellten, kamen aber zudem durch ihre überdurchschnittlich sorgfältige, oft liebevolle Gestaltung auch bei den Kindern selbst gut an.
Zu den bekanntesten historischen Titeln des Verlages zählen u. a.:
- Sibylle von Olfers, Etwas von den Wurzelkindern
- Albert Sixtus, Fritz Koch-Gotha: Die Häschenschule
- Lothar Meggendorfer: Meggendorfer Blätter, erfolgreiche Satirezeitschrift

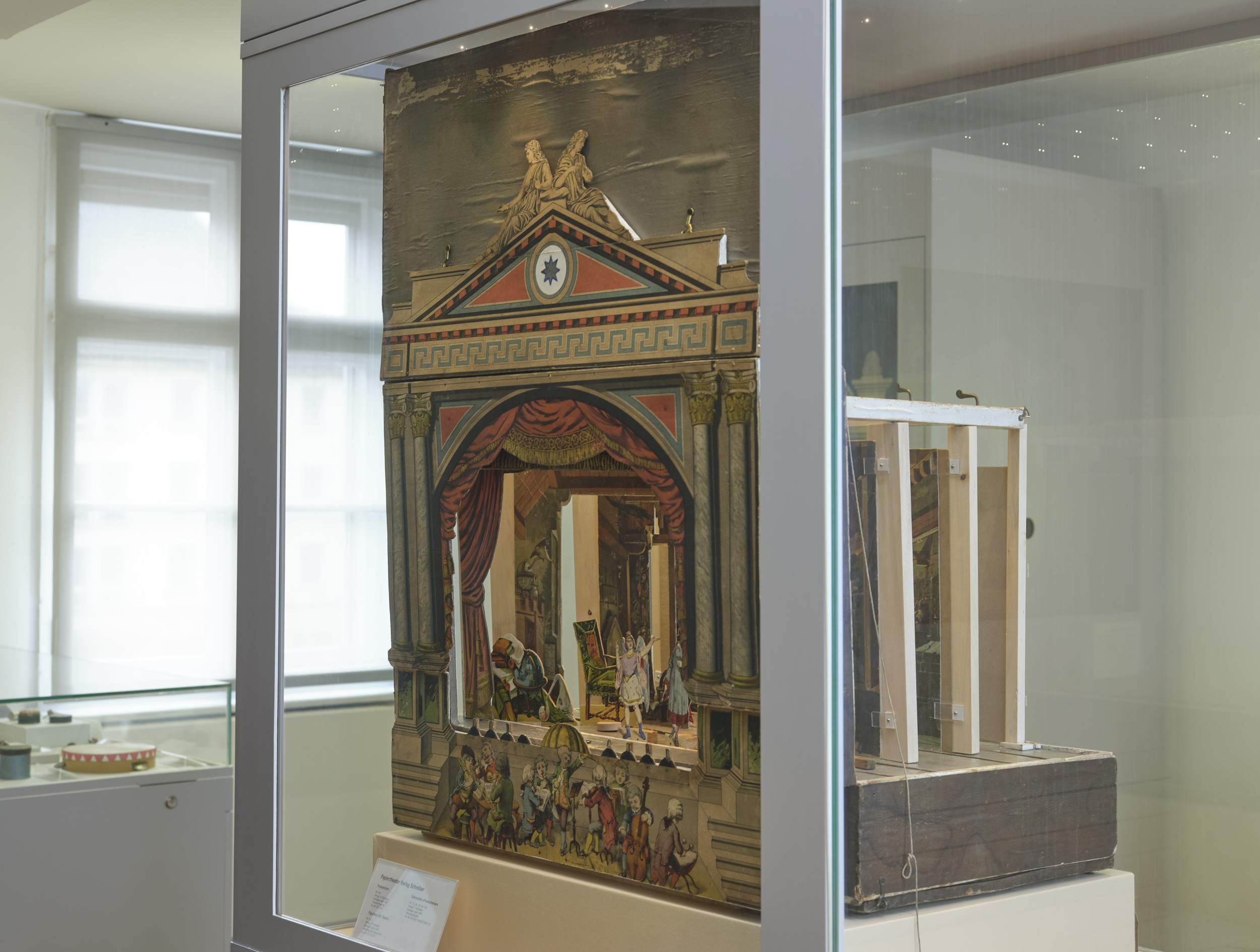
Papiertheater Faust. Eine Tragödie, Germanisches Nationalmuseum in Nürnberg, Schreiber-Verlag

Mit seinen Papiertheatern konnte der Verlag sogar international Erfolge erzielen. Eine Besonderheit des Verlagsprogrammes wurden die mehrdimensionalen Bilderbücher von Lothar Meggendorfer, welche durch trickreiche Klapp- und Schiebemechanismen erlaubten, ganze Szenerien aus dem Buch heraus aufzuklappen oder durch das Ziehen an einer Lasche ein Bild zu „verwandeln“, so dass eine Szene sich oft in einer überraschenden Wendung umkehrte.
Ebenso bekannt bei Bastlern und Sammlern sind bis heute die Kartonmodellbaubogen des Verlages, die komplexe Objekte wie Gebäude (besonders Burgen, Schlösser oder Leuchttürme), Schiffe und Flugzeuge, Weihnachtskrippen und Anziehpuppen detailgenau nachbildeten.
Für den Schreiber-Verlag arbeitete Anfang des 20. Jahrhunderts auch Theodor Haecker. In Esslingen präsentiert heute das J. F. Schreiber-Museum Geschichte und Publikationen des Verlages. Die Familie Schreiber führte den Verlag noch bis 1988. Bis 2014 gehörte das Nachfolgeunternehmen Esslinger Verlag J. F. Schreiber GmbH zur Stuttgarter Klett-Gruppe. Seitdem ist es Teil des Thienemann-Esslinger Verlags. Nach wie vor werden Kinderbücher produziert. Einige der erfolgreichsten historischen Titel sind als Nachdrucke neu aufgelegt. Der Modellbaubogen-Zweig wurde vom Aue-Verlag, Möckmühl, übernommen.